# Károly Honfi
Károly Honfi (Budapest, 25 ottobre 1930 – Budapest, 14 agosto 1996) è stato uno scacchista ungherese.
È stato uno dei maggiori protagonisti della scena scacchistica ungherese degli anni '60 e '70.
Ottenne il titolo di Maestro Internazionale nel 1962 e di Grande maestro "Ad honorem" nel 1996.
Partecipò alle Olimpiadi degli scacchi del 1958 e 1962, ottenendo 9 vittorie, 7 pareggi e 5 sconfitte. Fu allenatore e capitano della nazionale femminile ungherese alle olimpiadi.
Honfi fu anche un buon giocatore per corrispondenza e un compositore di problemi e di studi.
Principali risultati di torneo:
- 1961:  primo a Ruse (Bulgaria); vince il campionato della città di Budapest;
- 1963:  secondo nel Torneo di Capodanno di Reggio Emilia 1962/63, dietro a Győző Forintos;
- 1968:  primo a Monaco di Baviera;
- 1969:  primo a Čačak;
- 1970:  primo nel László Tóth Memorial di Budapest (ripetuto nel 1975);
- 1972:  primo-secondo a Timișoara;
- 1973:  primo a Berna;
- 1974:  primo a Città del Lussemburgo;
- 1975:  primo a Kecskemét;
- 1976:  primo a Pécs;
- 1979:  primo a Baden-Baden, secondo-terzo a Rio de Janeiro;
- 1984:  primo a Cracovia.

Raggiunse il massimo rating FIDE in aprile 1976, con 2594 punti Elo.